# Atletica leggera ai Giochi della XXIX Olimpiade - Lancio del disco femminile

Video della Finale

Ai Giochi della XXIX Olimpiade, tenutisi a Pechino nel 2008, la competizione del lancio del disco femminile si è svolta il 15 e il 18 agosto presso lo Stadio nazionale di Pechino.

## Presenze ed assenze delle campionesse in carica
| Competizione         | Atleta               | Prestazione | Pechino 2008 |
| -------------------- | -------------------- | ----------- | ------------ |
| Olimpiadi 2004       | Natalia Sadova       | 67,02 m     | Presente     |
| Commonwealth 2006    | Elizna Naudé         | 61,55 m     | Presente     |
| Europei 2006         | Dar'ja Piščal'nikova | 65,55 m     | Sospesa      |
| Coppa del mondo 2006 | Franka Dietzsch      | 66,07 m     | Assente      |
| Asiatici 2006        | Song Aimin           | 63,52 m     | Presente     |
| Panamericani 2007    | Yarelis Barrios      | 61,72 m     | Presente     |
| Africani 2007        | Elizna Naudé         | 58,40 m     | Presente     |
| Mondiali 2007        | Franka Dietzsch      | 66,61 m     | Assente      |
|                      |                      |             |              |
| Mondiali junior 2004 | Ma Xuejun            | 57,85 m     | Presente     |

## Gara
Stupisce l'assenza di atlete tedesche, un tempo dominatrici della specialità.
Qualificazioni: Natalia Sadova, la campionessa uscente, si ferma a 58,11 metri e viene eliminata. Il miglior lancio appartiene alla statunitense Stephanie Brown Trafton, con 62,77. Si qualifica anche la quarantasettenne Ėlina Z'verava, dodicesima con 60,28.
Finale: al primo turno Stephanie Brown Trafton (che ha un personale di 66,17) esegue un lancio a 64,74. Dovrebbe essere solo l'inizio della gara, invece nessuna riesce a fare meglio. La migliore delle inseguitrici è la cubana Yarelys Barrios con 63,17.
La cubana si migliora nel secondo turno con 63,64.
Nessun'altra riesce a raggiungere la fettuccia dei 63 metri. La cinese Aimin Song è terza con soli 62,17 metri. Sbaglia completamente gara Nicoleta Grasu, una delle favorite, che esegue un solo lancio valido a 58,63.
Nei lanci di finale la gara prosegue stancamente: la Brown ha un calo a 58 metri, poi si riprende a 61; la Barrios si ferma a 62 metri.
L'unica emozione viene dall'ucraina Olena Antonova che esegue un lancio a 62,59 che le permette di scavalcare la Song e vincere il bronzo.
Gli Stati Uniti non vincevano il disco femminile dai Giochi di Los Angeles 1932, con Lillian Copeland.

Per trovare una gara olimpica di disco femminile vinta con un lancio inferiore, bisogna andare indietro fino al 1968.

## Risultati

### Qualificazioni
Venerdì 15 agosto, Gruppo A ore 19:55, Gruppo B ore 21:20.

Si qualificano per la finale le concorrenti che ottengono una misura di almeno 61,50 m; in mancanza di 12 qualificate, accedono alla finale le concorrenti con le 12 migliori misure.
| Pos | Gruppo | Atleta                    | Paese         | 1° lancio | 2° lancio | 3° lancio | Misura | Note |
| --- | ------ | ------------------------- | ------------- | --------- | --------- | --------- | ------ | ---- |
| 1   | A      | Stephanie Brown Trafton   | Stati Uniti   | 57,78     | x         | 62,77     | 62,77  | Q    |
| 2   | B      | Nicoleta Grasu            | Romania       | 57,75     | 62,51     |           | 62,51  | Q    |
| 3   | A      | Iryna Jatčanka            | Bielorussia   | 62,26     |           |           | 62,26  | Q    |
| 4   | A      | Yarelys Barrios           | Cuba          | 62,23     |           |           | 62,23  | Q    |
| 5   | A      | Mélina Robert-Michon      | Francia       | x         | 55,18     | 62,21     | 62,21  | Q    |
| 6   | B      | Aretha Thurmond           | Stati Uniti   | 58,70     | 61,90     |           | 61,90  | Q    |
| 7   | A      | Dani Samuels              | Australia     | x         | x         | 61,72     | 61,72  | Q    |
| 8   | B      | Aimin Song                | Cina          | 59,89     | 61,31     | 61,67     | 61,67  | Q    |
| 9   | B      | Věra Pospíšilová-Cechlová | Rep. Ceca     | 61,61     |           |           | 61,61  | Q    |
| 10  | B      | Yanfeng Li                | Cina          | 60,99     | 61,29     | x         | 61,29  | q    |
| 11  | A      | Olena Antonova            | Ucraina       | 61,25     | 60,61     | 59,92     | 61,25  | q    |
| 12  | A      | Ėlina Z'verava            | Bielorussia   | x         | 60,28     | 59,60     | 60,28  | q    |
| 13  | B      | Dragana Tomašević         | Serbia        | 55,59     | x         | 60,19     | 60,19  |      |
| 14  | A      | Natalia Semenova          | Ucraina       | x         | 60,18     | x         | 60,18  |      |
| 15  | B      | Yania Ferrales            | Cuba          | 59,87     | 58,73     | 59,85     | 59,87  |      |
| 16  | B      | Svetlana Saykina          | Russia        | x         | x         | 59,48     | 59,48  |      |
| 17  | A      | Wioletta Potępa           | Polonia       | 59,44     | 59,20     | 59,10     | 59,44  |      |
| 18  | A      | Joanna Wiśniewska         | Polonia       | 59,40     | 58,08     | x         | 59,40  |      |
| 19  | A      | Elisangela Maria Adriano  | Brasile       | x         | x         | 58,84     | 58,84  |      |
| 20  | B      | Elizna Naude              | Sudafrica     | 58,75     | 57,09     | 58,35     | 58,75  |      |
| 21  | A      | Kateryna Karsak           | Ucraina       | x         | 53.14     | 58,61     | 58,61  |      |
| 22  | A      | Vera Begic                | Croazia       | 55,87     | 58,50     | x         | 58,50  |      |
| 23  | A      | Xuejun Ma                 | Cina          | 58,45     | x         | 56,84     | 58,45  |      |
| 24  | B      | Krishna Poonia            | India         | 57,31     | 58,23     | 58,15     | 58,23  |      |
| 25  | B      | Natalia Sadova            | Russia        | x         | 58,11     | 57,76     | 58,11  |      |
| 26  | A      | Suzanne Powell            | Stati Uniti   | 58,02     | x         | x         | 58,02  |      |
| 27  | A      | Philippa Roles            | Gran Bretagna | x         | 56,88     | 57,44     | 57,44  |      |
| 28  | B      | Beatrice Faumuina         | Nuova Zelanda | 57,15     | x         | 54,49     | 57,15  |      |
| 29  | B      | Hanna Mazgunova           | Bielorussia   | x         | x         | 56,77     | 56,77  |      |
| 30  | A      | Harwant Kaur              | India         | 56,38     | 56,38     | 56,42     | 56,42  |      |
| 31  | B      | Anna Söderberg            | Svezia        | x         | 55,28     | 53,48     | 55,28  |      |
| 32  | A      | Oxana Yesipchuk           | Russia        | 54,91     | 54,34     | 55,07     | 55,07  |      |
| 33  | B      | Zinaida Sendriūtė         | Lituania      | 54,81     | 53,41     | 52,42     | 54,81  |      |
| 34  | B      | Venera Getova             | Bulgaria      | 52,51     | 54,00     | 52,40     | 54,00  |      |
| 35  | B      | Dorothea Kalpakidou       | Grecia        | x         | 53,00     | 51,61     | 53,00  |      |
| 36  | B      | Barbara Rocio Comba       | Argentina     | x         | x         | 51,36     | 51,36  |      |
| 37  | A      | Tereapii Tapoki           | Isole Cook    | 46,77     | 44,11     | 48,35     | 48,35  |      |
| -   | B      | Żaneta Glanc              | Polonia       | x         | x         | x         | NM     |      |

Legenda:
- X = Lancio nullo;
- Q = Qualificata direttamente;
- q = Ripescata;
- NM = Nessun lancio valido.

### Finale
Lunedì 18 agosto, ore 19:00.

Le migliori 8 classificate dopo i primi tre lanci accedono ai tre lanci di finale.
| Pos     | Atleta                    | Paese       | 1ª prova | 2ª prova | 3ª prova | 4ª prova | 5ª prova | 6ª prova | Misura | Note                                     |
| ------- | ------------------------- | ----------- | -------- | -------- | -------- | -------- | -------- | -------- | ------ | ---------------------------------------- |
| Oro     | Stephanie Brown Trafton   | Stati Uniti | 64,74    | x        | x        | 58,39    | 61,30    | x        | 64,74  |                                          |
| Argento | Olena Antonova            | Ucraina     | 60,79    | 62,16    | x        | 60,50    | 62,59    | 62,34    | 62,59  | Miglior prestazione personale stagionale |
| Bronzo  | Aimin Song                | Cina        | 56,41    | 59,55    | 62,17    | 61,75    | 62,20    | 60,51    | 62,20  |                                          |
| 4       | Věra Pospíšilová-Cechlová | Rep. Ceca   | x        | 61,08    | x        | 58,74    | 61,75    | 61,66    | 61,75  |                                          |
| 5       | Ėlina Z'verava            | Bielorussia | 60,43    | 60,10    | x        | x        | 60,34    | 60,82    | 60,82  |                                          |
| 6       | Li Yanfeng                | Cina        | 60,68    | x        | 59,72    | x        | x        | 60,62    | 60,68  |                                          |
| 7       | Mélina Robert-Michon      | Francia     | 60,49    | x        | x        | x        | 60,66    | 60,45    | 60,66  |                                          |
| 8       | Dani Samuels              | Australia   | 57,14    | x        | 60,15    |          |          |          | 60,15  |                                          |
| 9       | Aretha Thurmond           | Stati Uniti | 56,72    | 59,80    | 57,99    |          |          |          | 59,80  |                                          |
| 10      | Iryna Jatčanka            | Bielorussia | x        | x        | 59,27    |          |          |          | 59,27  |                                          |
| 11      | Nicoleta Grasu            | Romania     | 58,63    | x        | x        |          |          |          | 58,63  |                                          |
| dq      | Yarelys Barrios           | Cuba        | 63,17    | 63,64    | 62,22    | 62,12    | x        | 60,30    | 63,64  |                                          |